# Андрес Фернандес
Андрес Фернандес (ісп. Andrés Eduardo Fernández, нар. 17 грудня 1986, Мурсія) — іспанський футболіст, воротар клубу «Уеска». 

## Ігрова кар'єра
Після початку професійної кар'єри в другій команді «Мальорки», 2007 року Фернандес перебрався в памплонську «Осасуну». 21 жовтня 2007 Фернандес дебютував в елітному дивізіоні чемпіонату Іспанії у матчі проти «Альмерії», вийшовши на 50-й хвилині замість Хуана Елії. Фернандес був третім голкіпером команди після Елії і Рікардо, тому більше на поле не виходив і грав виключно за другу команду «Осасуни» в третьому дивізіоні іспанського футболу, де провів три сезони.
У липні 2010 року Андрес був відданий в оренду клубу «Уеска», за який грав протягом сезону 2010/11 і отримав Трофей Самори за найменший показник пропущених м'ячів в середньому за гру.
Влітку 2011 року Фернандес повернувся з оренди і в матчі проти «Атлетіко» (0:0) 28 серпня 2011 року вийшов на заміну в перерві, замість Асьєра Рієсго. Після цього Фернандес став основним голкіпером «Осасуни», яким залишався протягом трьох сезонів, зігравши за цей час у 112 матчах чемпіонату, в яких пропустив 168 голів.
Влітку 2014 року «Осасуна» вилетіла з Ла Ліги і 30 липня 2014 року Фернандес підписав чотирирічний контракт з «Порту». Він став п'ятим іспанцем, який приєднався до «драконів» протягом цього трансферного вікна. Протягом наступного сезону провів за головну команду «Порту» в різних турнірах лише три гри, включаючи один матч чемпіонату. Тож 17 липня 2015 року на умовах річної оренди перейшов до одного з аутсайдерів іспанської Ла Ліги «Гранади».

## Досягнення
- Володар Трофею Самори в Сегунді: 2010-11 (26 голів в 31 матчі)